# Gonolobus dorothyanus
Gonolobus dorothyanus är en oleanderväxtart som beskrevs av J. Fontella Pereira, E. de Araújo Schwarz. Gonolobus dorothyanus ingår i släktet Gonolobus och familjen oleanderväxter. Inga underarter finns listade i Catalogue of Life.